# Sosia Kardawa
Sosia Kardawa (georgisch სოსია ქარდავა, englische Transkription: Zoziya Kardava; * 15. Juli 2001 in Tula) ist eine georgische Tennisspielerin.

## Karriere
Kardawa begann mit sechs Jahren das Tennisspielen und ihr bevorzugter Belag ist der Hartplatz. Sie spielt vorrangig auf der ITF Women’s World Tennis Tour, wo sie bislang zwei Titel im Einzel und einen im Doppel gewinnen konnte.
2018 trat sie mit Partnerin Mariam Dalakischwili bei den Australian Open im Juniorinnendoppel an. Die beiden verloren aber bereits ihr Erstrundenmatch gegen Dalayna Hewitt und Peyton Stearns in drei Sätzen mit 6:2, 2:6 und [3:10].
2019 verlor Kardawa mit Partnerin Alice Amendola bei den Australian Open in der ersten Runde des Juniorinnendoppel gegen die topgesetzte Paarung Park So-hyun und Wong Hong-yi mit 4:6 und 1:6.
Im Jahr 2020 spielte Kardawa erstmals für die georgische Billie-Jean-King-Cup-Mannschaft; ihre Billie-Jean-King-Cup-Bilanz weist bislang 6 Siege bei 7 Niederlagen aus.

## Turniersiege

### Einzel
| Nr. | Datum              | Turnier             | Kategorie   | Belag     | Finalgegnerin         | Ergebnis      |
| --- | ------------------ | ------------------- | ----------- | --------- | --------------------- | ------------- |
| 1   | 29. Juli 2018      | Telawi              | ITF $15.000 | Sand      | Vasilisa Aponasenko   | 6:2, 6:2      |
| 2.  | 22. September 2024 | Scharm asch-Schaich | ITF W15     | Hartplatz | Jacqueline Cabaj Awad | 2:6, 7:5, 6:2 |

### Doppel
| Nr. | Datum            | Turnier | Kategorie | Belag | Partnerin         | Finalgegnerinnen                       | Ergebnis            |
| --- | ---------------- | ------- | --------- | ----- | ----------------- | -------------------------------------- | ------------------- |
| 1.  | 28. Februar 2020 | Antalya | ITF W15   | Sand  | Gösäl Ainitdinowa | María Herazo González Yuliana Lizarazo | 6:74, 7:61, [12:10] |